# Strada europea E251
La strada europea E251  è una strada di classe B, lunga 286 km, il cui percorso si trova completamente in territorio tedesco e dalla designazione con l'ultimo numero dispari si può evincere che il suo sviluppo è in direzione nord-sud.
Collega la città di Sassnitz con Berlino attraversando Stralsund e Neubrandenburg.
La strada parte da Sassnitz sull'isola di Rügen e percorre la Bundesstraße 96 (stesso itinerario della E 22) toccando Stralsund; presso Grimmen la B 96 si immette sulla A20; abbandona l'autostrada all'uscita Neubrandenburg-Ost ed entra in città seguendo la B 104; a Neubrandenburg riprende la B 96 che attraverso Neustrelitz, Fürstenberg/Havel e Oranienburg conduce a Berlino.